# Caroline Glick
Caroline Glick (en hebreo: he‎; Houston, diciembre de 1969) es una politóloga y periodista conservadora israelí, editora en jefe adjunta de The Jerusalem Post.

## Biografía
Glick nació en los Estados Unidos y creció en Chicago, completó su licenciatura en Ciencia política en la Universidad de Columbia, dos semanas después de graduarse en 1991, hizo aliá (emigrando a Eretz Israel), y luego sirvió en las Fuerzas de Defensa de Israel, donde trabajó como oficial durante cinco años y medio. 
Actualmente está casada y vive en Mevaseret Sion.  

### Trayectoria
A mediados de los años 90, Glick participó en contactos con los palestinos en la oficina del ejército para la coordinación de actividades en Judea, Samaria y Gaza. 
Entre 1997 y 1998, fue una de las asesoras de política exterior del Primer ministro de Israel Benjamín Netanyahu.
En 1998-2000, completó su maestría en políticas públicas en la Universidad de Harvard.
Pasó su infancia en el Chicago liberal de izquierdas y estudió en universidades liberales estadounidenses, pero es políticamente conservadora. Después de regresar a Israel, comenzó a publicar en el periódico Makor Rishon, donde fue la principal comentarista sobre diplomacia. 
En marzo de 2002, asumió el cargo de redactora jefe adjunta de The Jerusalem Post, donde publicaba regularmente sus comentarios. Durante la invasión de Irak de 2003, fue reportera de la 3.ª División de Infantería del Ejército estadounidense y contribuyó con los medios israelíes y estadounidenses. 
De 2004 a 2012 trabajó en el Centro para Políticas de Seguridad, en Washington D. C. y desde 2012 en el conservador Centro para la Libertad David Horowitz ubicado en Los Ángeles.
En 2009 fundó el portal satírico Latma, que quiere denunciar las supuestas manipulaciones de la izquierda radical en los medios de comunicación occidentales e israelíes. 
En 2008, escribió el libro Shackled Warrior: Israel and the Global Jihad; en 2014 fue publicado el libro: The Israeli Solution: A One State Plan for Peace in the Middle East, que recibió considerable atención porque en él rechaza la solución de dos Estados al conflicto palestino-israelí, Glick rechaza la creación de un Estado palestino y señala motivos de seguridad, geopolíticos y demográficos promueve la integración de Cisjordania en Israel. 